# Asedio de Verdún (1870)
El asedio de Verdun fue un asedio durante la guerra franco-prusianadesde el 13 de octubre hasta el 8 de noviembre de 1870. El asedio fue lanzado por la Legión de Sajonia. Que después de una feroz resistencia por parte del ejército Francés (una gran resistencia mayor que la de otros fuertes franceses), terminó con Verdun rindiéndose ante las fuerzas alemanas. 
La artillería Francesa fue notablemente efectiva durante el asedio.

## Trasfondo
Durante la Guerra de la Primera Coalición, Verdun fue invadida por el  Ejército de Prusia en 1792, liderando el primer asedio de Verdun. 
Antes de la victoria francesa en la batalla de Batalla de Valmy  que forzó a los prusianos a retirarse. En 1870, Verdun ofreció una gran resistencia, pero cuando las fuerzas Sajonas emergieron del este, Verdun ya había perdido una gran parte de la Guarnición.  Por un tiempo, los alemanes mantuvieron Verdun bajo vigilancia, pero el 24 de agosto, se dirigió una ofensiva alemana. Los franceses realizaron varias fugas después de que los prisioneros escaparan después de la Batalla de Sedán con refuerzos

## El asedio
A finales de septiembre, fuerzas alemanas (incluyendo las Landwehr milicia) reunidos bajo el mando del general Wilhelm von Gayl se reunieron en el frente. Aunque el bloqueo de Verdún comenzó el 25 de octubre, el 7 de octubre, dos equipos de artillería alemana se desplegaron para preparar condiciones para la infantería, avanzaron y establecieron sus posiciones. Los alemanes luego despejaron todos los obstáculos del fuerte. El 13 de octubre, Verdún fue oficialmente cercado. La artillería alemana fracaso en los ataques, aunque la ciudadela de Verdun fue severamente dañada. El general Marnier, comandante de la guarnición, lanzo una fuerte incursión que fue inicialmente victoriosa. Mientras, los generales alemanes estaban preocupados en el  Sitio de Metz, por lo cual no encontraron suficientes fuerzas para el asedio.
Después de la caída de Metz, el 1.º Ejército aleman reforzó al ejército que asediaba la ciudad. El ejército francés estaba en desventaja. Estando en esa situacion, después de una leve tregua, Verdun se rindió bajo raras y favorables condiciones. La guarnición francesa era tomada prisionera, con la excepción de la Guardia Nacional. Los oficiales franceses fueron liberados bajo juramento. Y los materiales, armas, cañones, etc. de la ciudad de Verdun fueron acordadas para ser devueltas una vez la paz fuera restaurada. No poco después de la rendición de Verdun, el ejército alemán derroto a los franceses en la fortaleza de Neuf-Brisach.